# Джекпот (фильм, 2024)
«Джекпот» — российский фильм 2024 года режиссёра Александра Ханта по мотивам романа «777» Кирилла Рябова.
По словам режиссёра: «По жанру это гротескная криминальная трагикомедия».
Премьера фильма состоялась в октябре 2024 года. Выход в прокат ожидается в январе 2025 года.

## Сюжет
2011 год, Владивосток. Игорь Хлебников живёт мало чем примечательной жизнью. Он женат на Ларе, воспитывает её сына от первого брака и работает в придорожной забегаловке. К 40-летию бывший неудачный рэкетир из 1990-х подходит без особых достижений.
Однажды, снимая зарплату, ему банкомат случайно из-за технической ошибки вместо 10 тысяч рублей выдаёт сразу три миллиона.
Ошалевший от внезапной удачи, герой пускается во все тяжкие. К кутежу вскоре присоединяется Гена — старый знакомый, с которым Игорь прошёл «лихие 90-е». Криминальный дух с тех пор подвыветрился даже здесь на краю России, но люди остались те же: на хвост парочке внеапно разбогатевших друзей падают бандиты, коллеги по прошлой работе, и старый знакомый — участковый.
Вскоре герои оказываются в объятиях секс-работниц и решают помочь им заполучить свободу от сутенера и торговца бананами Вагиза. Тут-то и начинаются настоящие приключения.
Фоном повествования становится землетрясение в Японии в 2011-м, когда рушится АЭС «Фукусима», и кажется, что вот-вот здесь на краю земли наступит конец света: закадровый голос героя-рассказчика периодически порывается рвануть подальше из Владивостока, но, как известно, от себя не убежишь.

Эта история — исследование человека, который, как и многие люди, мечтает о другой жизни. Он искренне верит, что где-то существует лучший мир — надо только туда добраться. Но пока он не поймет, что этот мир находится прямо здесь, вырваться из злополучных обстоятельств ему не удастся.— режиссёр фильма Александр Хант

## В ролях
- Максим Стоянов — Игорь Хлебников
- Фёдор Лавров — Гена
- Ирина Пегова — Лара
- Ольга Озоллапиня — Ирада
- Ольга Богомазова — Марика
- Кирилл Полухин — участковый
- Кирилл Рябов — начальник Игоря
- Владимир Мун — Вагиз
- и другие

## Съёмки
Съёмки велись весной 2023 года в городе Владивостоке, в основном в Первомайский районе: на Патрокле, на Змеинке, а также на Тихой, «гостинках» на улице Сельской, на Русском острове.

пребывающий в вечном запустении райский город на границе моря и неба — идеальный сеттинг для криминальной комедии про маленького человека и его маленькие мечты, которые, конечно, никогда не перешагнут границу между миражом и реальностью.— Бюллетень кинопрокатчика

## Показ
Премьера фильма состоялась в октябре 2024 года на фестивале актуального российского кино «Маяк».
Выход в российский прокат ожидается в январе 2025 года.

## Фестивали
- 2023 — Фестиваль экранизаций и форум кино и литературы «Читка» — Специальный приз «Выбор профильных тг-каналов»
- 2024 — Фестиваль актуального российского кино «Маяк» — Приз за лучшую режиссуру (Александр Хант) и Приз за лучшую мужскую роль (Максим Стоянов)[6]

## Критика
наследует фильм Ханта прежде всего богатой и разветвленной традиции криминальных комедий — от Квентина Тарантино, братьев Коэн и Гая Ричи до Максима Пежемского, Руслана Бальтцера и Романа Каримова. От «Даже не думай!» и «Мама, не горюй» здесь едва ли не больше, чем от «Криминального чтива» и «Фарго».— Павел Пугачёв, кинокритик, редактор сайта журнала «Сеанс»

## Рецензии
- Тимур Алиев — «Джекпот» с Максимом Стояновым: Миллионер поневоле // Okko, 12 октября 2024
- Маша Токмашева — «Джекпот»: Хлебников, что ты наделал? // Кино-Театр.ру, 10 октября 2024
- Катя Загвоздкина — «Джекпот»: криминальная комедия Александра Ханта про выигрыш и проигрыши // Сноб, 16 октября 2024
- Павел Пугачёв — «Джекпот»: фестиваль «Маяк» поразила убойная криминальная комедия от режиссера «Витьки Чеснока» // Кинопоиск, 9 октября 2024